# حصار سمرقند (1494)
بعد وفاة الملك أبو سعيد ميرزا، حفيد الأمير تيمور بك جوركاني (تيمور لنك)، تم تقسيم إمبراطوريته التيمورية التي تقلصت كثيرًا بين أربعة من أبنائه؛
- عمر الشيخ ميرزا الثاني ملك فرغانة
- سلطان أحمد ميرزا ملك سمرقند وبخارى وحصار
- السلطان محمود ميرزا ملك بلخ
- أولوغ بك ميرزا الثاني ملك كابل

اشتعلت حرب أهلية بين الشقيقين عمر الشيخ ميرزا الثاني (والد بابر)، ملك فرغانة والسلطان أحمد ميرزا ملك سمرقند وبخارى في عام 1492 عندما توفي عمر الشيخ لأسباب طبيعية تاركا ابنه البالغ من العمر 12 عاما بابر المسؤول عن مملكته. أحمد ميرزا، عم بابر لم يضيع أي وقت في مهاجمة مملكة بابر لكنه فشل في محاولته. كما توفي أحمد ميرزا في وقت لاحق لأسباب طبيعية. بعد وفاة السلطان أحمد ميرزا , انتقل السلطان محمود ميرزا إلى سمرقند وحكم هناك لمدة خمسة أو ستة أشهر، ويقال إنه حاول تنظيم تحصيل الضرائب وتقوية جيشه. ولكن مع وفاة السلطان أحمد ميرزا والسلطان محمود ميرزا وعمر الشيخ ميرزا الثاني، كل ذلك حدث في غضون عام، اشتدت الحرب الأهلية. حاول أغنى الأمراء الاستفادة من الأطفال التيموريين، مفضلين تنصيب الأضعف منهم. السلطان علي ميرزا بن محمود ميرزا وهكذا أثير الأمر في بخارى. لكن استحواز الشاب التيموري السلطان بايسنقر ميرزا بن محمود ميرزا على السلطة في سمرقند أثار حكام المقاطعات الأخرى. غادر السلطان علي ميرزا بخارى في حملة ضد سمرقند، لكن سكان المدينة أقاموا مقاومة شرسة. هذه الأحداث والارتباك والفوضى التي حضروا بها في مملكة سمرقند لم تفلت من ملاحظة بابر الذي قرر تجربة حظه. في عام 1496، سار بابر البالغ من العمر 15 عاما لمهاجمة سمرقند. في نفس اللحظة وبسبب نفس الدوافع السلطان مسعود ميرزا الأخ الأكبر للسلطان علي ميرزا وبايسنقر ميرزا كان في طريقه لمحاصرة المدينة. وهكذا رأت تلك المدينة المؤسفة -المؤسفة من ثروتها وازدهارها السابق- نفسها محاصرة من ثلاث جهات في نفس الوقت بأذرع ثلاثة رؤساء مختلفين تصرفوا بدون انسجام أو إتفاق؛ تقدم بابر نحوها من أنديجان؛ مسعود ميرزا من حصار وسلطان علي من بخارى.

## حصار
اقترح السلطان علي الآن على بابر أنه ينبغي عليهم الدخول في معاهدة تحالف وتعاون متبادل وافق عليها بابر طواعية. حضره عدد محدود من المتابعين ولكن بما أن الخريف كان يقترب بالفعل من نهايته والشتاء يقترب سريعًا، ومع استنفاد البلد حول سمرقند بسبب وجود العديد من الجيوش، لم يتمكن تمامًا من توفير الأحكام اللازمة والعناية للقوات كافة كان على الأمراء الغازيين الانسحاب إلى أراضيهم. ومع ذلك، قرر بابر والسلطان علي أنه بمجرد انتهاء فصل الشتاء سيعودان ويحاصران المدينة مرة أخرى.